# Átlátszó Oktatás
Az Átlátszó Oktatás egy elsősorban az oktatási szférával foglalkozó oknyomozó blog. Az oldal 2013. április 21-én indult. Eredetileg az Átlátszó oknyomozó-portáltól teljesen függetlenül üzemelt, de 2015. március 3-ával bejelentették a csatlakozást az Átlátszó.hu-hoz, mint tematikus blog. Az oldal alapítói, Prinz Dániel, Hava Nikita és G. Szabó Dániel az alapításkor a Hallgatói Hálózat aktivistái voltak (később kiléptek a diákszervezetből), de a többi szerzője nem tagja a Hallgatói Hálózatnak, és a blog független a szervezettől. A blognak jogi személyisége nincs és nonprofit módon működik.Egy féléves inaktív időszak után 2019-ben Őri Ádám és Uzonyi Ádám munkájának köszönhetően sikerült ismét életre kelteni a blogot és megnövelni a blog olvasótáborát.

## Története
A blog a Kinja blogfelületén indult el, majd 2013 májusában a Cink társblognak kérte fel az oldalt és így a korábbi atlatszooktatas.kinja.com-ról atlatszooktatas.cink.hu-ra változott a címe. Azért, hogy a blogot a CEMP csoporthoz tartozó oldalak (köztük az Index és az Index2) könnyebben hivatkozzák, 2013 júniusában Blog.hu-s oldalt is létrehoztak a szerzők. A Cink és a Blog.hu tartományához tartozó blogokon ugyanaz a tartalom jelenik meg. A blog logóját és arculatát a Blog.hu munkatársai készítették el. 2015. január 10. és március 2. között csak a blog.hu-n jelentek meg írások. 2015. március 3-án a blog.hu felületét is elhagyta az Átlátszó Oktatás és az Átlátszó tematikus blogja lett.

## Célok, eszközök, elvek
A projekt alapvető célja, hogy a minden állami egyetemen és főiskolán működő hallgatói önkormányzatok működését és a kormányzat oktatáspolitikáját átláthatóvá és követhetővé tegye. Az Átlátszó KiMitTud-on keresztül közérdekű adatigényléssel fordulnak minden hallgatói önkormányzathoz, főiskolához, egyetemhez, illetve kormányzati szervhez, hogy költségvetéseik és szerződéseik nyilvánosságra hozatalára kérjék őket. A szerzők a blog oldalán osztják meg adatigényléseiket, a kapott adatokat, és a bennük talált érdekes információkat.
A blog üzemeltetése mellett újságírói tréninget hoztak létre fiatal egyetemisták számára, ahol az oknyomozó újságírás fogásait oktatták. A program során az Átlátszó Oktatás korábbi tagjai és neves újságírók adtak elő különböző témákról. Ebbe az Átlátszó újságírói is besegítettek, akik a közérdekű adatigénylésekről és az újságírás jogi problémáiról beszéltek.
A blognak jogi személyisége nincs, és nonprofit módon működik. A szerzők az Átlátszótól kapnak díjazást egyes cikkeik után, illetve civil kezdeményezéseket támogató pályázatok segítségével fejlesztik és tartják fenn az oldal működését.

## Főbb cikkek
Az Átlátszó Oktatás a magyarországi médiában szokatlannak számító módon teljes egészében hoz nyilvánosságra kormányzati és egyetemi dokumentumokat.
2013 júniusában itt jelent meg az Emberi Erőforrások Minisztériuma által készített vitairat a kormány felsőoktatási terveiről. 2013 júliusában itt lehetett először olvasni a pedagógus életpálya modell tervezetének szövegét. Emellett írtak a Nemzeti Közszolgálati Egyetem doktori iskoláját vezető oktató tudományos végzettsége körüli kérdésekről, és cikksorozatot közöltek a plagizált iskolaigazgatói pályázatokról is.
2014-ben lezárult G. Szabó Dániel, az oldal egyik alapítójának korábban az ELTE ellen indított pere a hallgatói önkormányzatok átláthatóságáért, amelynek hatására az egyetem megváltoztatta az adatvédelmi szabályzatát és átláthatóbb működési módra váltott.
Nagyon magas (29 ezer letöltés feletti) olvasottsága volt egy olyan cikknek, amelyben valaki névtelenül beszélt arról, hogy a VOLT Fesztiválon megerőszakolták. 30 ezer feletti napi lapletöltést generált a blogon megjelenő több napos élő közvetítés az ukrajnai helyzetről.

## Látogatottsági adatok
Az oldal napi látogatottsága 1000-1500 egyedi látogató körül mozog, rendszeresen hivatkozza, vagy veszi át a tartalmait többek között a Cink és az Index. Legmagasabb napi látogatottsága 33218 lapletöltés volt (2014. február 18.)

## A blog rendszeres szerzői
Újraindulás utáni szerzők:
- Gál Zsombor - King's College London
- Gödri Rita - PTE
- Láng Péter  - Corvinus
- Őri Ádám - Szerkesztő - ELTE
- Radinszky Zsófia
- Tóth Mónika - SZTE
- Uzonyi Ádám - Lapmenedzser - PPKE

Korábbi szerzők:
- Bakó Júlia - ELTE
- Békési Fanni Judit - ELTE - Tilos Rádió
- G. Szabó Dániel - ELTE, CEU - Eötvös Károly Közpolitikai Intézet
- G. Szabó Sarolta - Károli Gáspár Református Egyetem, ELTE
- Hava Nikita - ELTE - Index.hu, Tilos Rádió
- Kálmán Mihály - Harvard
- Lehotai Orsolya - SZTE, BCE
- Medvegy Gábor - Hir24
- Prinz Dániel - Harvard - National Bureau of Economic Research
- Szalai Balázs
- Szakács András - PTE, BCE - Méltányosság Politikaelemző Központ, Tilos Rádió
- Tóth Csaba Tibor
- Unyatyinszki György - SZTE - HVG
- Urbán Kata - ELTE[14]

## Elismerések a blognak és szerzőinek

### 2012
- Unyatyinszki György: Artisjus - Év fiatal zenei újságírója[15]
- G. Szabó Dániel: Figyelő-különdíj a Komáromy Gábor-ösztöndíj pályázatán[16]

### 2013
- ÁO: Cink társblog[17]
- ÁO: Goldenblog közönségszavazás 9. hely,[18] szakmai zsűri 4. hely[19]
- ÁO: az igazgatói plágiumokról szóló cikk megjelent a hét legjobb internetes tartalmait kinyomtató POSZT magazinban
- Békési Fanni: különdíj a Komáromy Gábor-ösztöndíj pályázatán[20]
- Szakács András: előadó, Transparency International Korrupciós kockázatok a felsőoktatásban[21]
- Unyatyinszki György: Gőbölyös Soma-díj jelölés

### 2014
- ÁO: DUE tehetségkutató diákmédia pályázat: az év online diákmédiuma 3. hely.[22]
- ÁO: Goldenblog közönségszavazás 13. hely,[23] szakmai zsűri 3. hely[24]
- G. Szabó Dániel: meghívott résztvevő a ,,Média és egyetem" kerekasztalbeszélgetésben, ELTE PPK Az egyetem társadalmi percepciója konferencia[25]

### 2015
- Bakó Júlia és Lehotai Orsolya: a Transparency International és a Független Médiaközpont mentorprogram pályázatának nyertesei[26]
- Lehotai Orsolya: meghívott résztvevő a szlovákiai Young Journalists for Tomorrow's Europe workshopon[27]